# M10 Wolverine
M10 Wolverine («Вулверін»; офіційна назва: англ. 3-inch Gun Motor Carriage M10) — основний винищувач танків США часів Другої світової війни, створений на базі шасі середнього танку M4 Sherman. Винищувач танків, що офіційно в армії США скорочено називався GMC M10 або TD (абревіатура від англ. Tank Destroyer — «винищувач танків»). Американські солдати надалі їй неофіційне прізвисько «Вулверін» (англ. Wolverine — «росомаха», яке вони запозичили від своїх британських союзників. M10, що поставлялися по ленд-лізу до Великої Британії мали офіційне позначення 3-in. SP, Wolverine).

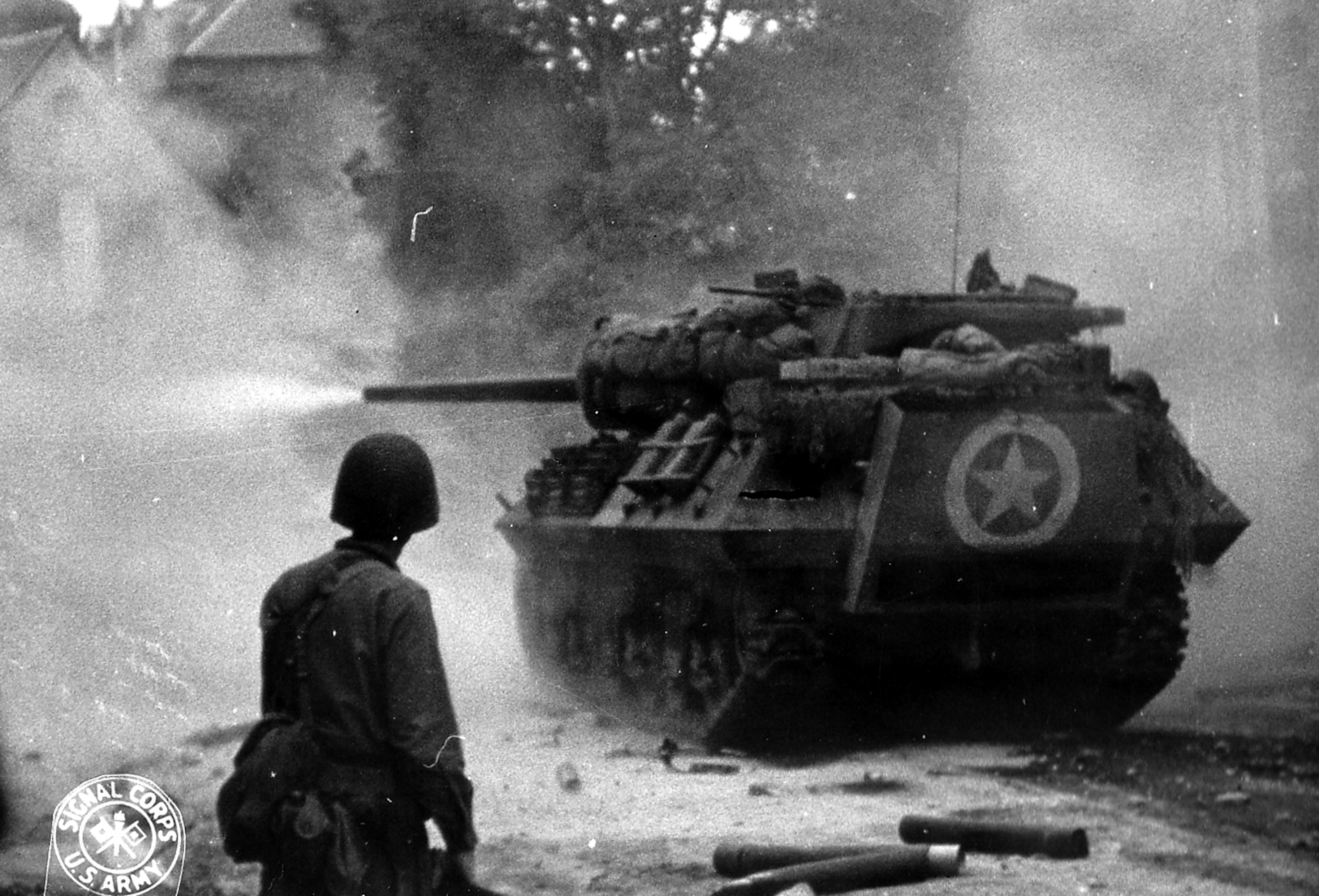
M10 «Вулверін» веде вогонь. Операція «Оверлорд». Сен-Ло. Червень 1944
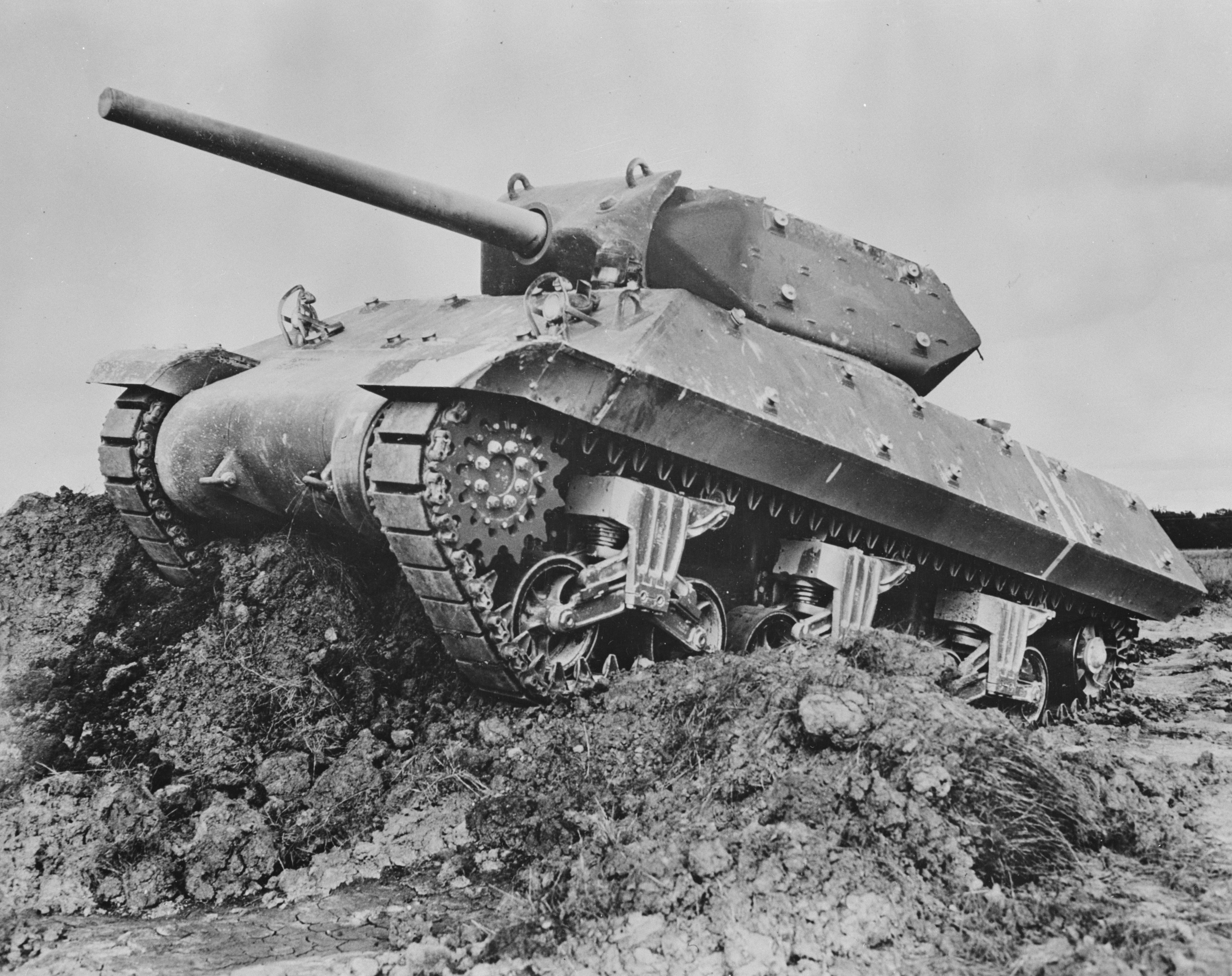
M10 «Вулверін». Березень 1943
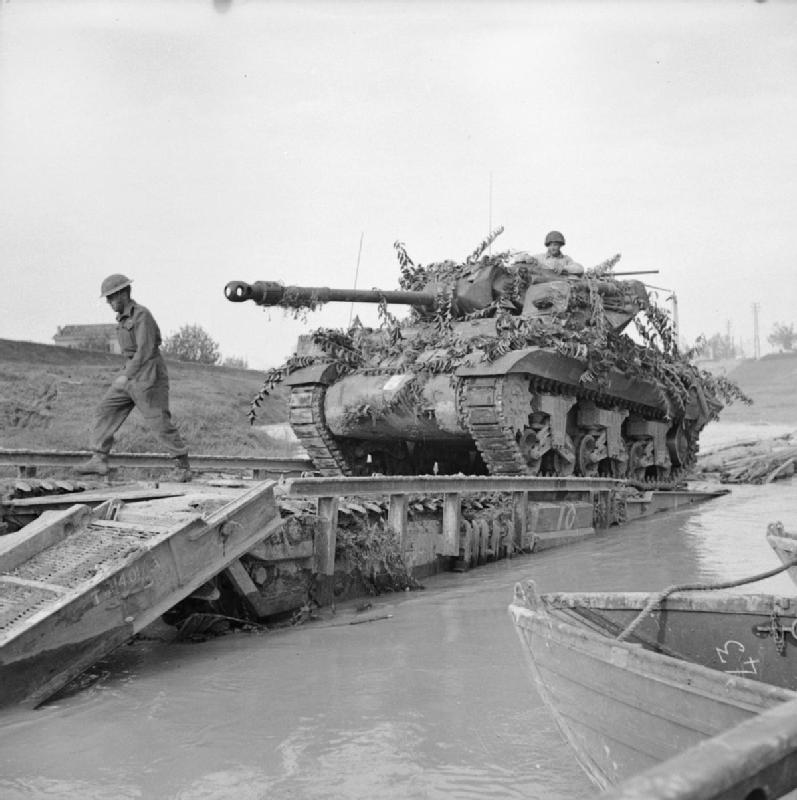
Британська модифікація САУ M10 «Вулверін» «Ахіллес», озброєна гарматою QF 17 pounder, долає річку Савіо по мостоукладальнику Churchill ARK. Італійська кампанія. 24 жовтня 1944